# Eyringův vzorec
Eyringův vzorec (někdy nazývaný Eyringův–Polanyiho vzorec) je vzorec používaný v chemické kinetice k popisu závislosti změny rychlosti reakce na změně teploty. Vytvořili jej, téměř nezávisle na sobě, roku 1935 Henry Eyring, Meredith Gwynne Evans a Michael Polanyi. Tento vzorec vychází z teorie aktivovaného komplexu a je triviálně ekvivalentní k empirickému Arrheniově vzorci; oba jsou odvozeny ze statistické termodynamiky v kinetické teorii látek.

## Základní forma
Základní forma Eyringova vzorce připomíná Arrheniův vzorec:
{\displaystyle \ k={\frac {\kappa k_{\mathrm {B} }T}{h}}\mathrm {e} ^{-{\frac {\Delta G^{\ddagger }}{RT}}}}
kde ΔG‡ je změna Gibbsovy energie, κ je koeficient propustnosti, kB je Boltzmannova konstanta a h je Planckova konstanta. Koeficient propustnosti ukazuje, jak velká část molekul v přechodném stavu se přemění na produkty a je často považován za rovný jedné, jelikož se předpokládá, že dochází k úplné přeměně přechodných stavů na produkty.
Vzorec lze upravit do následujícího tvaru:
{\displaystyle k={\frac {k_{\mathrm {B} }T}{h}}\mathrm {e} ^{\frac {\Delta S^{\ddagger }}{R}}\mathrm {e} ^{-{\frac {\Delta H^{\ddagger }}{RT}}}}
a také do lineární podoby:
{\displaystyle \ln {\frac {k}{T}}={\frac {-\Delta H^{\ddagger }}{R}}\cdot {\frac {1}{T}}+\ln {\frac {k_{\mathrm {B} }}{h}}+{\frac {\Delta S^{\ddagger }}{R}}}
kde:
- {\displaystyle \ k} = rychlostní konstanta reakce
- {\displaystyle \ T} = termodynamická teplota
- {\displaystyle \ \Delta H^{\ddagger }} = entalpie aktivace
- {\displaystyle \ R} = molární plynová konstanta
- {\displaystyle \ k_{\mathrm {B} }} = Boltzmannova konstanta
- {\displaystyle \ h} = Planckova konstanta
- {\displaystyle \ \Delta S^{\ddagger }} = entropie aktivace

## Přesnost
Teorie aktivovaného komplexu vyžaduje hodnotu koeficientu průchodnosti označovaného {\displaystyle \ \kappa }, stejně jako další součinitel ve výše uvedeném Eyringově vzorci. Jeho hodnota se často považuje za jednotkovou. Lze také nespecifikovat hodnotu {\displaystyle \ \kappa }, v tomto případě se poměry rychlostních konstant porovnají s rychlostní konstantou pro určitou pevně danou teplotu, což ze vzniklého vzorce odstraní {\displaystyle \ \kappa }.